# Onni Niskanen
Onni Herman Niskanen, född 31 augusti 1910 i Helsingfors, död 20 mars 1984 i Solna, var en svensk idrottsledare med en lång karriär i Etiopien, dels som svensk militär rådgivare och etiopisk statstjänsteman, dels som ledare för internationell biståndsverksamhet. Han var en av dem som drev fram fenomenet med etiopiska långdistanslöpare till internationella idrottsliga framgångar.

## Bakgrund
Onni Niskanen föddes i det ryska storfurstendömet Finland som den andra sonen av fyra till tryckerifaktorn Herman Niskanen (1877–1957) och hans svenskfödda hustru Hulda Törnqvist (1885–1945). När Onni Niskanen var tre år flyttade familjen till Solna i Sverige, där han växte upp i stadsdelen Råsunda.
Niskanen var en aktiv idrottare och tävlade bland annat i långdistans- och terränglöpning för Duvbo IK i Sundbyberg, en idrottsklubb som han blev ledare och ordförande för. Som löpare var han medlem av den svenska idrottstrupp som skulle tävla i den alternativa folkolympiaden (spanska: Olimpiada Popular) i Barcelona 1936, en protest mot att de olympiska sommarspelen det året var förlagda till Berlin, men arrangemanget fick ställas in i sista stund när Spanska inbördeskriget bröt ut.
Före andra världskriget arbetade han som typograf, och tillsammans med bröderna Wäinö och Erik startade han reklambyrån Bröderna Niskanen. Tillsammans med sina bröder anmälde Onni Niskanen sig som frivillig i Finska vinterkriget och tjänstgjorde vid Sallafronten. Efter Moskvafreden fortsatte Niskanen på sin militära bana vid kadettskolan på Karlberg, men i samband med Fortsättningskriget ställde han på nytt upp som Finlandsfrivillig och skadades av granatsplitter i vid sin tjänstgöring i Hangö.
Han blev reservofficer och med en utbildning till idrottsinstruktör vid Gymnastik- och idrottshögskolan (GIH) fick han anställning som idrottsofficer vid Svea livgarde. När han 1946 fick en förfrågan från den svenske generalen Viking Tamm, som var i kejserlig etiopisk tjänst, om att resa till Etiopien för att bli instruktör vid kadettskolan i Addis Abeba accepterade han erbjudandet.  Niskanen återvände till Sverige 1954-1956 då han vidareutbildade sig till gymnastikdirektör vid Gymnastiska centralinstitutet, men besökte därefter Sverige endast sporadiskt. I Etiopien ledde han bland annat maratonlöparna Abebe Bikila och Mamo Wolde till deras segrar vid olympiska sommarspelen under 1960-talet. Han fortsatte själv att vara aktiv med löpning, men också med andra sporter som flygning och rally.
Han var gift två gånger, 1936–1937 med Britta Björk (1912-1986) och därefter med 1943–1956 med Mary Jakobsson, men fick inga egna barn. Han ligger begravd i Niskanens familjegrav på Solna kyrkogård.

## Etiopien

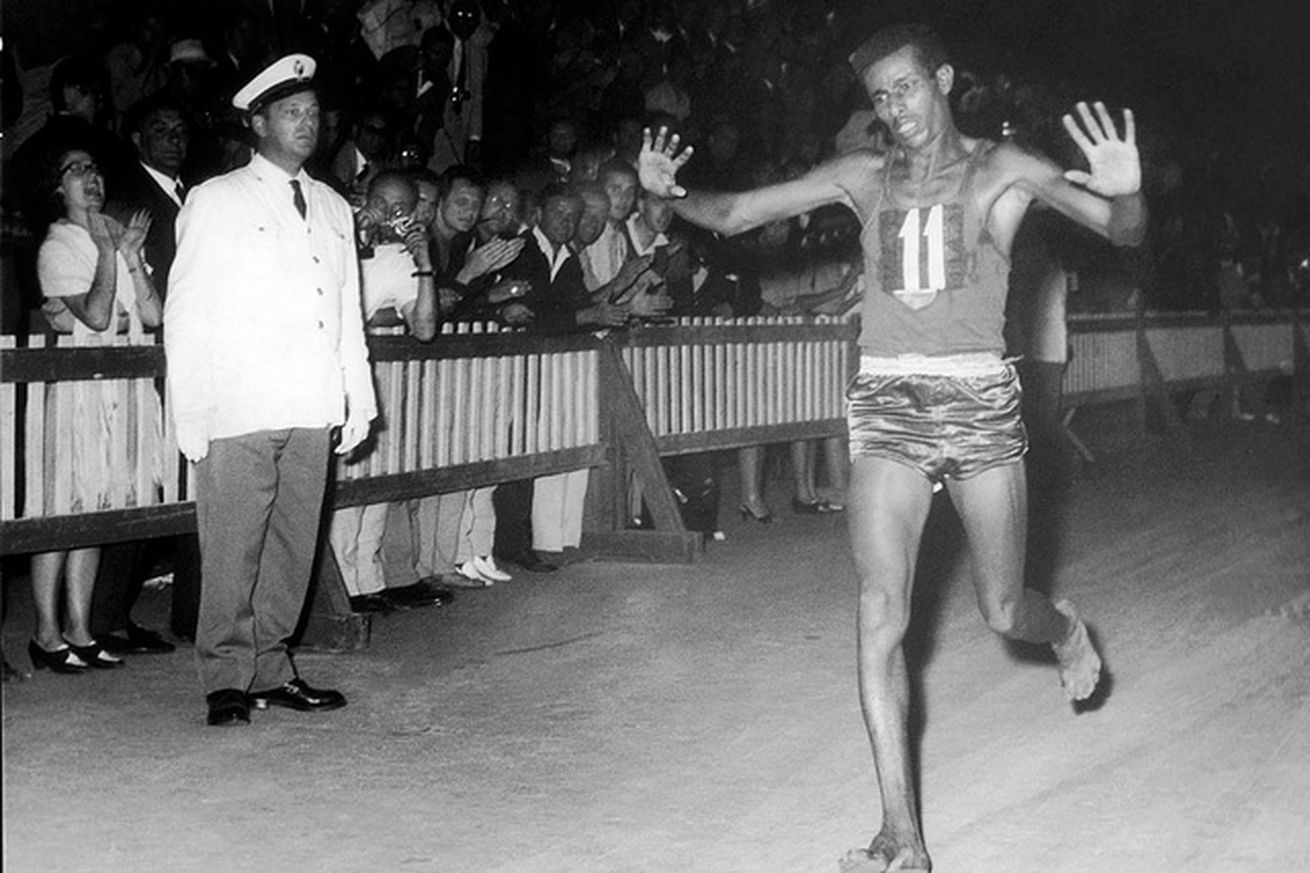
Abebe Bikila vid målgången i Rom, 1960.

Viking Tamm, som rekryterade Niskanen, och andra svenska officerare hade varit i etiopisk tjänst redan på 1930-talet och med dessa erfarenheter efterfrågade den etiopiske kejsaren Haile Selassie på nytt hjälp från svenska militära rådgivare med att återuppbygga landet efter det krig som 1936 först hade lagt landet under italiensk överhöghet och sedan andra världskriget som inneburit en befrielse från den italienska ockupationen.
Onni Niskanen tillhörde den grupp svenskar, som 1946 åkte till Etiopien för att bistå med utveckling av en rad viktiga samhällsfunktioner. Som svensk militär rådgivare var Niskanen idrottsofficer med majors grad vid kadettskolan i Addis Abeba och hade till uppgift att utveckla idrotten bland etiopiska officerare. Han fortsatte med detta under två år och övergick därefter till en tjänst vid utbildningsdepartementet som inspektör för fysisk fostran vid etiopiska skolor och utbildningsinstitutioner. Mest känd för den samtida idrottsvärlden blev han som tränare till Abebe Bikila, barfotalöparen, som vann guld i maraton i vid olympiska sommarspelen 1960 i Rom och även segrade i maraton vid OS i Tokyo 1964. Niskanen var också tränaren bakom Mamo Wolde, som segrade i maraton vid olympiska sommarspelen 1968 i Mexico City.
Efter sin aktiva tid som idrottsofficer, där han bland annat lett livgardisten Bikila till två olympiska guldmedaljer, övergick Niskanen till en mer civil karriär inriktad på humanitär biståndsverksamhet. Remarkabelt är också att Niskanen överlevde statskuppen som avskaffade kejsardömet 1974, accepterades av den nya militärjuntan och kunde fortsätta sin verksamhet i landet. Mellan 1967 och 1979 var han chef för  ALERT (engelska: All Africa Leprosy, Tuberculosis and Rehabilitation Training Centre), ett sjukhus och all-afrikanskt medicinskt center för leprasmittade, samt för Armauer Hansen Research Institute (AHRI), ett biomedicinskt forskningsinstitut för kliniska studier på infektionssjukdomar. Under många år var han generalsekreterare för Röda korset i Etiopien, och från 1970 också som svenska Rädda barnens representant där.

## Utmärkelser
- Etiopiska stjärnorden (1958)[22][23][24][källa behövs]
- Vasaorden, riddare av första klassen (KVO1kl)[22][källa behövs]
- Henry Dunant-medaljen, Röda korset (Postumt, 1987)[25]
- Guldmedalj, Etiopiska Röda korset (1982)[22]
- Guldmedalj, Svenska Röda korset[22][källa behövs]
- Guldmedalj, Rädda barnen (i Addis Abeba)[22][källa behövs]
- Guldplakett, Rädda barnen i Norge[22]
- Guldmedalj, Lions distrikt 101S, Sverige[22][26]